# Toccata og Fuga d-mol BWV 565
Toccata og Fuga d-mol BWV 565 er sandsynligvis verdens mest kendte musikstykke komponeret til kirkeorgel. Traditionelt er det blevet tilskrevet komponisten Johann Sebastian Bach som et ungdomsværk fra hans tid i Arnstadt, engang mellem 1703 og 1707. Enkelte musikkyndige er fremkommet med argumenter, som taler imod, at Bach er stykkets ophavsmand,[kilde mangler] men den anerkendte Bach-ekspert Christoph Wolff har hævdet, at træk i kompositionen, som er atypiske for Bach, kan forklares ved, at stykket er et ungdomsværk . Det har også været hævdet, at det kan dreje sig om en omarrangering af en komposition for violin.
Kompositionen består af to satser: en toccata, dvs et præludium (et forspil) med hurtige løb og fuldtonede akkorder og en tilhørende firstemmig fuga. Satserne er nært sammenknyttede, motivistisk og harmonisk.

## Musikeksempel
.